# Šácholan japonský
Šácholan japonský (Magnolia kobus), též nazývaný magnólie japonská, je opadavý strom z čeledi šácholanovitých. Pochází z Japonska a Koreje a v Česku je pěstován jako okrasná dřevina. Vyniká zejména bílými květy, rozvíjejícími se ještě před olistěním. Pěstuje se v řadě kultivarů.

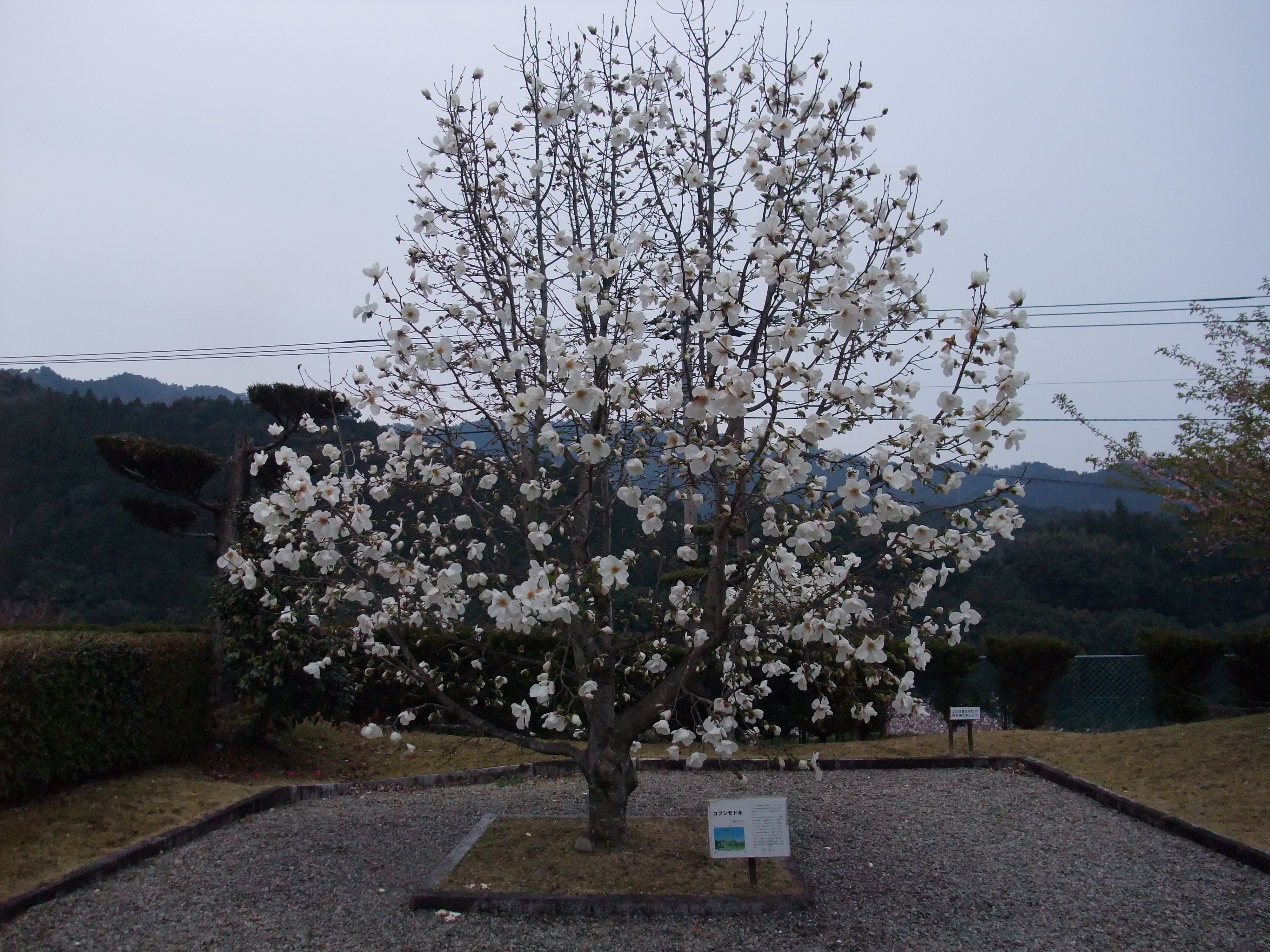
Kvetoucí šácholan japonský

## Popis
Šácholan japonský je opadavý strom dorůstající výšky až 24 metrů, někdy však jen keř. Letorosty jsou žlutozelené. Listy jsou tenké, obvejčité, obkopinaté až podlouhle eliptické, 6 až 20 cm dlouhé, 3 až 6 cm široké, na vrcholu nejčastěji náhle špičaté, na bázi klínovité. Listy jsou na líci tmavě zelené a lysé, na rubu světlejší a na žilnatině chlupaté. Řapíky jsou pýřité, až 25 mm dlouhé. Květy rozkvétají před olistěním, jsou bílé, někdy ve střední části růžové, vzpřímené, asi 10 cm široké, obvykle s drobným listem na bázi velmi krátké stopky. Okvětí je složeno z 9 až 12 úzce obvejčitých, lopatkovitých, 5 až 7,5 cm dlouhých okvětních plátků. Vnější 3 plátky jsou zelené, asi 2,5 cm dlouhé, nahrazující kalich. Tyčinky jsou asi 13 mm dlouhé. Květní pupeny jsou tlusté, chlupaté. Souplodí je zelené až růžové, krátce válcovité, 5 až 12 cm dlouhé, měchýřky obsahují živě červená semena.

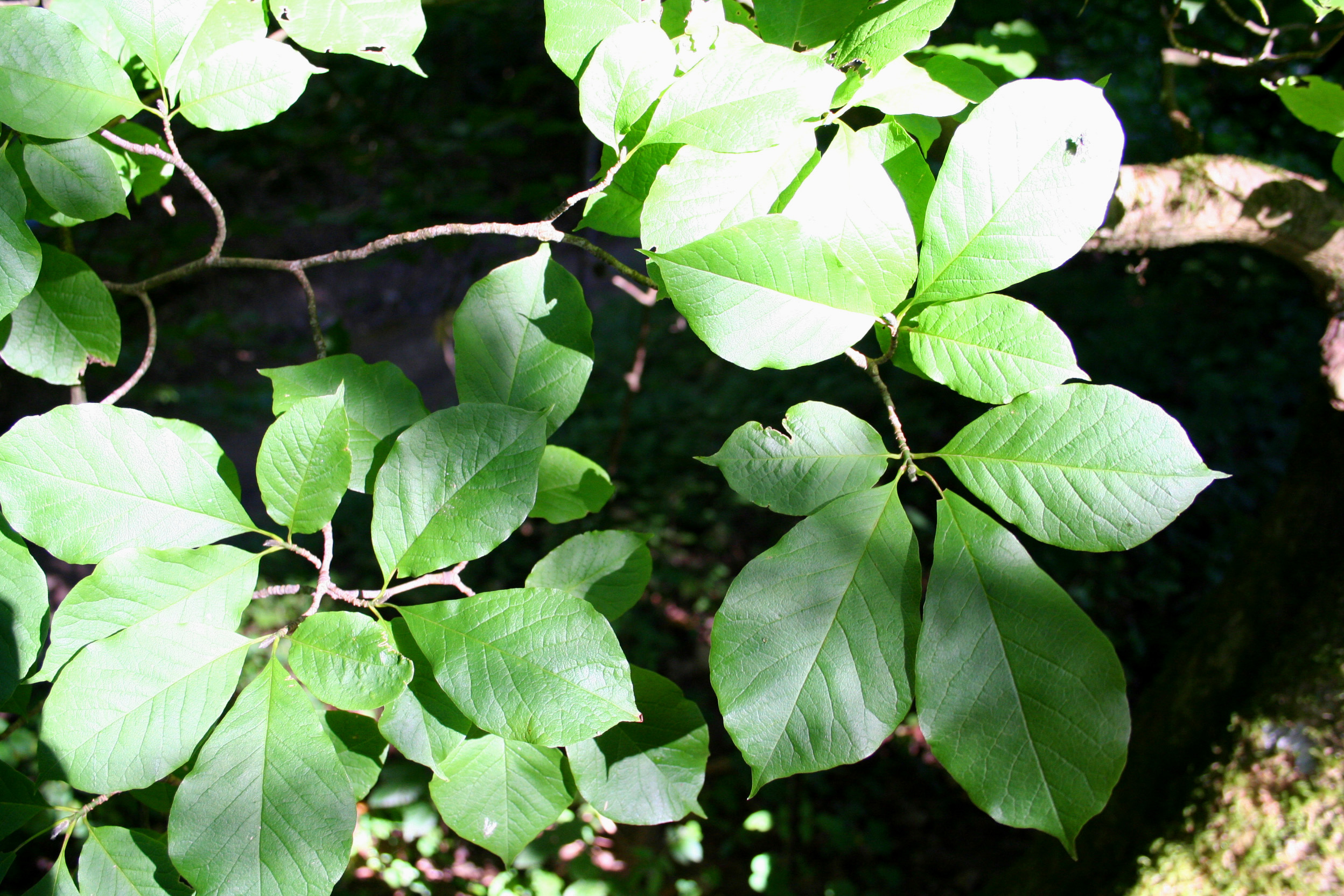
Listy šácholanu japonského 'Borealis'
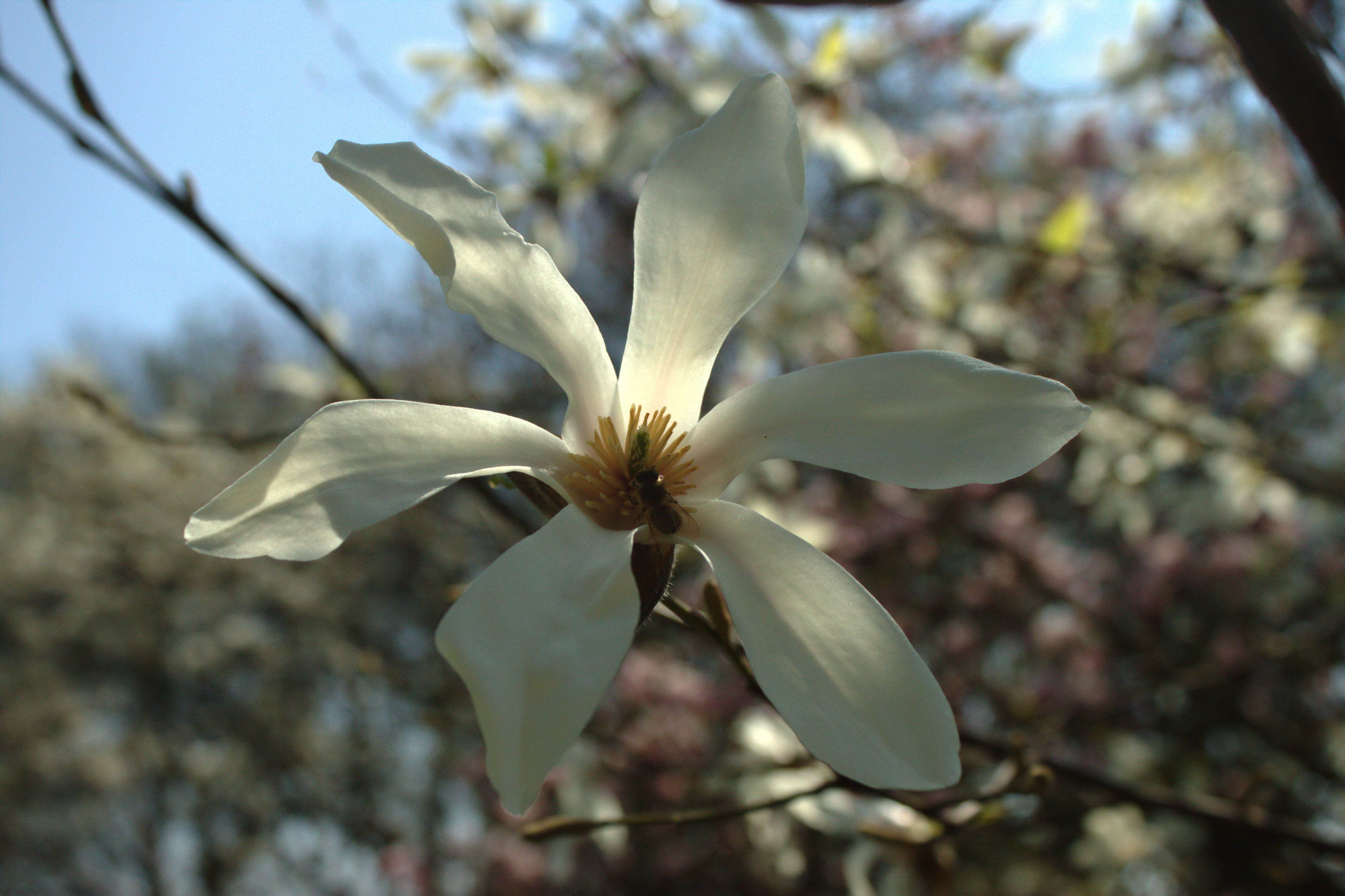
Detail květu
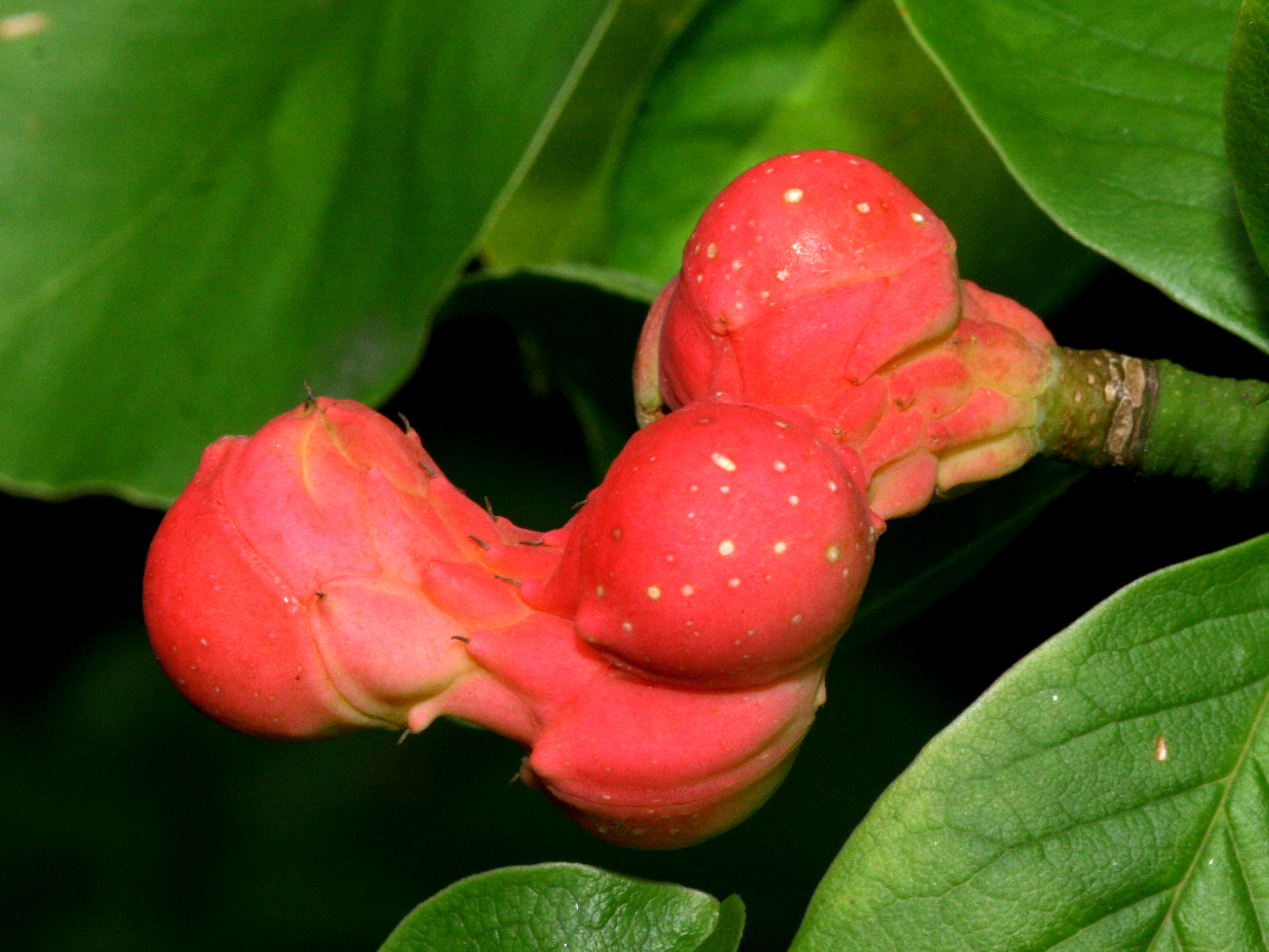
Šách šácholanu japonského
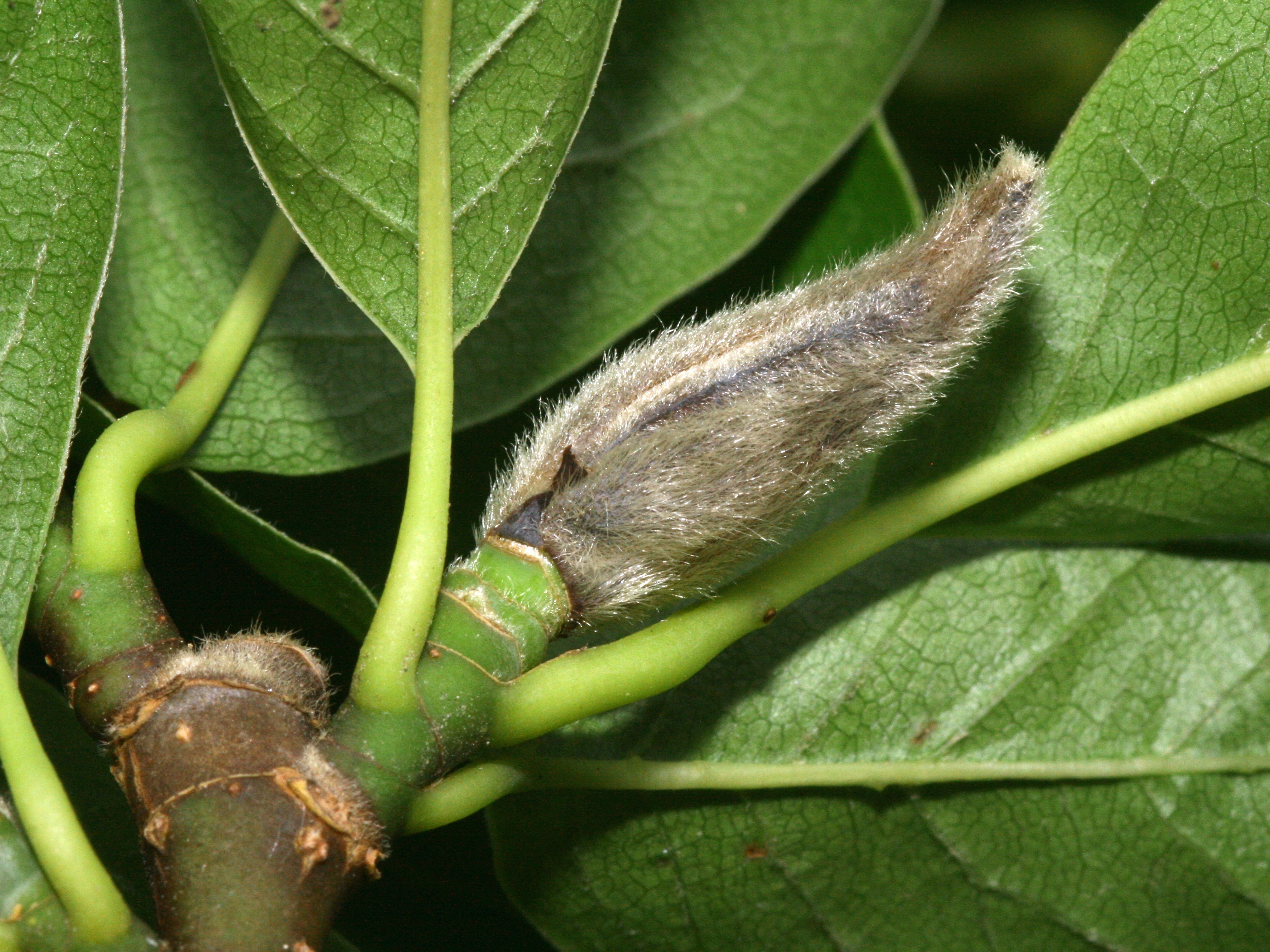
Detail pupenu šácholanu japonského

## Rozšíření
Šácholan japonský se vyskytuje v Japonsku na ostrovech Honšú, Kjúšú, Šikoku a Hokkaidó a v Koreji. V Japonsku roste v horách a podhůří a je poměrně hojný.

## Kříženci
Šácholan Loebnerův (Magnolia x loebneri) je kříženec šácholanu japonského s blízce příbuzným šácholanem hvězdovitým (Magnolia stellata). Byl vyšlechtěn v Německu v roce 1910.

## Význam
Šácholan japonský je v Česku pěstován jako okrasná dřevina. Je vysazen např. v Dendrologické zahradě v Průhonicích, v Pražské botanické zahradě v Tróji, v Průhonickém parku, v Královské zahradě pod Pražským hradem, v Botanické zahradě v Rakovníku, v Arboretu Kostelec nad Černými lesy a Arboretu MU v Brně. Je pěstován v řadě kultivarů, odlišujících se zejména různou velikostí a zbarvením květů a celkovým habitem.